# Бензетидин
Бензетидин (англ. Benzethidine) — похідне 4-фенілпіперидину, структурно близький до опіоїдного анальгетику петидину (відомого також під назвами «меперидин» або «демерол»). Бензетидин станом на початок ХХІ століття не використовується в медицині та є препаратом класу А/Списку I, який контролюється відповідно до конвенцій ООН щодо лікарських засобів. Бензетидин має подібні ефекти до інших похідних опіоїдів, зокрема знеболення, седативний ефект, нудоту та пригнічення дихання. У США цей препарат є контрольованою наркотичною речовиною Списку I з DEA ACSCN 9606 і нульовою річною сукупною квотою на виробництво 2014 року. Найпоширенішою сіллю бензетидину є гідрохлорид, який має коефіцієнт перетворення вільної основи 0,910.

## Правовий статус

### Австралія
Бензетидин вважається забороненою речовиною Списку 9 в Австралії відповідно до Стандарту щодо отрут (лютий 2017 року). Речовина зі Списку 9 — це речовина, якою можна зловживати або використовувати не за призначенням, виробництво, володіння, продаж або використання якої має бути заборонено законом, за винятком випадків, коли це потрібно для медичних чи наукових досліджень, або для аналітичних, викладацьких чи навчальних цілей із дозволу органів охорони здоров'я країни та/або штату чи території.